# Накопичувачі на оптичних дисках
Накопичувачі на оптичних носіях в основному призначені для вводу великих об'ємів інформацію в комп'ютер. 
Вони розділяються на наступні групи: 
CD-ROM -- Compact Disc Read-Only Memory пам'ять тільки для читання на компакт-диску. Запис інформації проводиться на етапі фабричного виготовлення диска шляхом матричного копіювання і потім вона змінюватися не може.
CD-R -- CD-Recordable – компакт-диск, що дозволяє запис. Випускається промисловістю в вигляді пустої болванки з сформованими доріжками для запису. Дозволяє проводити однократний запис на комп'ютері. Після запису інформація змінюватися або доповнюватися не може.
CD-RW -- CD-ReWritable - компакт-диск, що дозволяє перезапис.
DVD-ROM - пам'ять тільки для читання на цифровому універсальному диску.
DVD-R - цифровий універсальний диск, що дозволяє однократний запис.
DVD-RAM - цифровий універсальний диск з довільним звертанням, або, інакше, цифровий універсальний диск, що дозволяє багатократний запис та читання.
http://shkola.ostriv.in.ua/publication/code-4DAE53D3F4BD/list-B407A47B26

## Диски CD-ROM і DVD
| Параметри дисків                      | CD-ROM              | DVD                                    |
| ------------------------------------- | ------------------- | -------------------------------------- |
| Діаметр, мм                           | 120                 | 120                                    |
| Товщина, мм                           | 1,2                 | 1,2                                    |
| Структура                             | Єдина               | Два диски по 0,6 мм скріплені          |
| Довжина хвилі лазера, нм              | 780 (інфрачервоний) | 650 й 635 (червоний)                   |
| Відстань між доріжками, мкм           | 1,6                 | 0,74                                   |
| Розмір поглиблення (pit), мкм         | 0,83                | 0,4                                    |
| Швидкість обертання диска, об/хв      | 200-4200            | 570-1400                               |
| Ємність, Мбайт                        | 680                 | 4700 (одна сторона)                    |
| Швидкість передачі інформації, байт/с | 150-3600 (1х-24х)   | 1350 (накопичувач DVD 1- го покоління) |
| Приклад                               | Приклад             | Приклад                                |